# Моро (народи)
Мо́ро — народ, який сповідує іслам. Загальна чисельність — 1,97 млн осіб. (1992).
Мови близькі мовам гірських народів Філіппін. Релігія — іслам суннітського толку.

## Етнічний склад і ареал розселення
Народи маранао, магінданао, сангіли населяють південь і південний захід острова Мінданао, сулу і самаль — острови Сулу, острови Кагаян-Сулу, південь острова Палаван, острови Балабак, Рамос, Панданан, Бугсук та інші, якани — острови Сулу-Басінан, Пілас, Кулудлуд і інші, таусог — південь Мінданао, мембуганони — острови Палаван і Балабак, джама і мапуни — острова Кагаян-Сулу, баджан — острови Таві-Таві. Частина живе на Калімантані та в горах Мінданао.

## Походження
Самі моро пов'язують своє походження з легендарним Сеїду Мухаммедом Кабунгсаваном з Хадрамауту, який прибув на Філіппіни з Джохору. Очевидно, що народи моро сформувалися на основі місцевого населення за участю переселенців з Малайзії. Частина переселилася з острова Калімантан. У XV столітті малайські купці занесли на острови Сулу іслам. Спершу його сприйняла феодальна верхівка, потім він поширився серед простого населення. У XV столітті тут виникають ранні султанати. Першим султанатом був Джоло, зі столицею Холо. У період іспанської колонізації моро надавали іспанцям дуже сильний опір. Це були войовничі народи, з народності самаль, наприклад, вийшло чимало піратів.

## Етнографічна характеристика
Основні традиційні заняття — землеробство, рибальство, видобуток перлів, торгівля. Головні культури — рис, кукурудза, маніок, абака, пальми (арека і кокос), боби, овочі, фрукти. Добре розвинені ремесла.
Будинки — пальові, малайського типу. Вогнище влаштовується в ящику з бамбука, засипаному землею. Взуття залишають біля порога. Сплять на матах, на які ніколи не встають ногами.
Їжа — рис, риба, овочі, фрукти, гострі приправи. М'ясо вживають тільки у свята, причому корову повинен забити обов'язково імам. Як мусульмани, не їдять свинини, і не п'ють спиртного. Молоко не вживають, вважається, що воно належить теляті.
Одяг різний. Жінки носять і спідниці, і саронги, кофти, шаровари або короткі штани під спідницею, багато прикрас. Чоловіки носять шаровари, куртки, тюрбан, але обов'язковим є пояс, за який заткнутий крис (національний малайський вид кинджалу).
До початку XX століття вищим станом у моро були дато (вожді, султани). Крім них виділялися прості громадяни, були і раби, з числа військовополонених. Шанованою постаттю є імам.
Сім'я в основному моногамна. Як у інших мусульман, у моро дозволено багатоженство, але зустрічається воно тільки у багатих. Дівчаток видають заміж в 12-13 років, але вже з 9 років їм не можна нікому показуватися. За наречену необхідно заплатити викуп. Шлюб відбувається з волі батьків, а не дітей.
Зараз зустрічаються міжнаціональні шлюби, коли мусульманин-моро одружується на християнці, при цьому може мати другу дружину з моро. Тоді дружини живуть в різних будинках.
Моро мають багатий фольклор, епос, розвинені музику і танці, які відчули індійський, індонезійський і арабський вплив.
Національні музичні інструменти: Кудьяпе (тип двострунної гітари), кулінган (ряд з 8 гонгів), дадабван (барабан).